# Grammomys cometes
Grammomys cometes és una espècie de mamífer rosegador de la família dels múrids. Viu al sud de Moçambic, l'est de Zimbàbue, el nord de Sud-àfrica i, possiblement, Eswatini. El seu hàbitat natural són els boscos de diferents tipus. Es desconeix si hi ha cap amenaça significativa per a la supervivència d'aquesta espècie. El seu nom específic, cometes, significa ‘cometa’ en llatí.